# Liste des chapelles du Val-de-Marne
La liste des chapelles du Val-de-Marne présente les chapelles de culte catholique situées sur le territoire des communes du départements français du Val-de-Marne.
Il est fait état des diverses protections dont elles peuvent bénéficier, et notamment les inscriptions et classements au titre des monuments historiques.
Toutes sont situées dans le diocèse de Créteil.

## Liste
| Chapelle                                                                                                 | Commune                  | Adresse | Coordonnées                      | Notice         | Protection | Date | Illustration                                                                                             |
| --- | ------------------------ | ------- | -------------------------------- | -------------- | ---------- | ---- | --- |
| Chapelle Saint-Louis d'Alfortville                                                                       | Alfortville              |         | 48° 48′ 53″ nord, 2° 24′ 51″ est | « IA00130062 » |            |      | Chapelle Saint-Louis d'Alfortville                                                                       |
| Chapelle funéraire de la famille Delobre                                                                 | Alfortville              |         | 48° 46′ 59″ nord, 2° 25′ 37″ est | « IA00130065 » |            |      | Chapelle funéraire de la famille Delobre                                                                 |
| Chapelle funéraire de la famille Falquet                                                                 | Alfortville              |         | 48° 47′ 00″ nord, 2° 25′ 38″ est | « IA00130066 » |            |      | Chapelle funéraire de la famille Falquet                                                                 |
| Chapelle Perret                                                                                          | Arcueil                  |         | 48° 48′ 33″ nord, 2° 19′ 52″ est | « PA00125470 » | Classé MH  | 1999 | Chapelle Perret                                                                                          |
| Chapelle Jésus-Ouvrier d'Arcueil                                                                         | Arcueil                  |         | 48° 48′ 44″ nord, 2° 19′ 49″ est |                |            |      | Image manquante Téléverser                                                                               |
| Chapelle funéraire de la famille Albert Casau                                                            | Arcueil                  |         | à géolocaliser                   | « IA94000447 » |            |      | Image manquante Téléverser                                                                               |
| Chapelle du Sacré-Cœur du Bois-Clary                                                                     | Boissy-Saint-Léger       |         | 48° 45′ 14″ nord, 2° 31′ 47″ est |                |            |      | Image manquante Téléverser                                                                               |
| Chapelle des Pères Blancs de Bry-sur-Marne                                                               | Bry-sur-Marne            |         | 48° 50′ 39″ nord, 2° 31′ 18″ est |                |            |      | Image manquante Téléverser                                                                               |
| Chapelle Saint-Camille de Bry-sur-Marne                                                                  | Bry-sur-Marne            |         | 48° 50′ 01″ nord, 2° 31′ 38″ est |                |            |      | Image manquante Téléverser                                                                               |
| Chapelle Sainte-Jeanne-de-France de Champigny-sur-Marne                                                  | Champigny-sur-Marne      |         | 48° 48′ 47″ nord, 2° 29′ 29″ est |                |            |      | Image manquante Téléverser                                                                               |
| Chapelle du château de Cœuilly                                                                           | Champigny-sur-Marne      |         | 48° 48′ 43″ nord, 2° 32′ 40″ est |                |            |      | Image manquante Téléverser                                                                               |
| Chapelle Notre-Dame de Valmy                                                                             | Charenton-le-Pont        |         | 48° 49′ 39″ nord, 2° 24′ 08″ est |                |            |      | Chapelle Notre-Dame de Valmy                                                                             |
| Chapelle de Conflans                                                                                     | Charenton-le-Pont        |         | 48° 49′ 17″ nord, 2° 24′ 20″ est |                |            |      | Chapelle de Conflans                                                                                     |
| Chapelle du Bon-Pasteur de Chevilly-Larue                                                                | Chevilly-Larue           |         | 48° 45′ 58″ nord, 2° 21′ 50″ est | « IA94000210 » |            |      | Chapelle du Bon-Pasteur de Chevilly-Larue                                                                |
| Chapelle funéraire du vénérable père Libermann                                                           | Chevilly-Larue           |         | à géolocaliser                   | « IA94000212 » |            |      | Image manquante Téléverser                                                                               |
| Chapelle des Spiritains de Chevilly-Larue                                                                | Chevilly-Larue           |         | 48° 46′ 14″ nord, 2° 21′ 18″ est |                |            |      | Chapelle des Spiritains de Chevilly-Larue                                                                |
| Chapelle Notre-Dame-de-Lourdes de Choisy-le-Roi                                                          | Choisy-le-Roi            |         | 48° 46′ 09″ nord, 2° 25′ 17″ est |                |            |      | Image manquante Téléverser                                                                               |
| Chapelle funéraire de la famille Boulenger Delbarre                                                      | Choisy-le-Roi            |         | 48° 46′ 22″ nord, 2° 24′ 13″ est | « IA00119782 » |            |      | Chapelle funéraire de la famille Boulenger Delbarre                                                      |
| Chapelle funéraire Friche-Netzer                                                                         | Choisy-le-Roi            |         | 48° 46′ 21″ nord, 2° 24′ 09″ est |                |            |      | Chapelle funéraire Friche-Netzer                                                                         |
| Chapelle funéraire de la famille Boulenger                                                               | Créteil                  |         | 48° 47′ 59″ nord, 2° 27′ 17″ est | « IA00063247 » |            |      | Chapelle funéraire de la famille Boulenger                                                               |
| Chapelle funéraire de la famille Bord                                                                    | Créteil                  |         | 48° 48′ 00″ nord, 2° 27′ 18″ est | « IA00063246 » |            |      | Chapelle funéraire de la famille Bord                                                                    |
| Chapelle funéraire de la famille L. Renault                                                              | Créteil                  |         | 48° 48′ 00″ nord, 2° 27′ 18″ est | « IA00063245 » |            |      | Chapelle funéraire de la famille L. Renault                                                              |
| Chapelle du Carmel Sainte-Thérèse de Créteil                                                             | Créteil                  |         | 48° 48′ 01″ nord, 2° 27′ 42″ est |                |            |      | Image manquante Téléverser                                                                               |
| Chapelle funéraire du Général-Comte Bailly de Monthion                                                   | Créteil                  |         | 48° 48′ 01″ nord, 2° 27′ 19″ est |                |            |      | Chapelle funéraire du Général-Comte Bailly de Monthion                                                   |
| Chapelle des Oblates Mariales                                                                            | Créteil                  |         | 48° 47′ 40″ nord, 2° 27′ 44″ est |                |            |      | Chapelle des Oblates Mariales                                                                            |
| Chapelle funéraire de la famille Barthélemy-Tissaire                                                     | Fontenay-sous-Bois       |         | 48° 50′ 54″ nord, 2° 28′ 49″ est | « IA00050037 » |            |      | Chapelle funéraire de la famille Barthélemy-Tissaire                                                     |
| Chapelle funéraire de la famille Delarivière                                                             | Fontenay-sous-Bois       |         | 48° 50′ 52″ nord, 2° 28′ 49″ est | « IA00050039 » |            |      | Chapelle funéraire de la famille Delarivière                                                             |
| Chapelle funéraire de la famille Feolde-Scheltien                                                        | Fontenay-sous-Bois       |         | 48° 50′ 52″ nord, 2° 28′ 49″ est | « IA00050040 » |            |      | Chapelle funéraire de la famille Feolde-Scheltien                                                        |
| Chapelle funéraire de la famille Greuillot                                                               | Fontenay-sous-Bois       |         | 48° 50′ 52″ nord, 2° 28′ 49″ est | « IA00050042 » |            |      | Chapelle funéraire de la famille Greuillot                                                               |
| Chapelle funéraire de la famille Léon-Mainguet                                                           | Fontenay-sous-Bois       |         | 48° 50′ 53″ nord, 2° 28′ 49″ est | « IA00050044 » |            |      | Chapelle funéraire de la famille Léon-Mainguet                                                           |
| Chapelle funéraire de la famille Carpentier                                                              | Fontenay-sous-Bois       |         | à géolocaliser                   | « IA00050038 » |            |      | Image manquante Téléverser                                                                               |
| Chapelle funéraire de la famille Francès                                                                 | Fontenay-sous-Bois       |         | 48° 50′ 53″ nord, 2° 28′ 50″ est |                |            |      | Chapelle funéraire de la famille Francès                                                                 |
| Chapelle funéraire de la famille Bernard                                                                 | Fontenay-sous-Bois       |         | 48° 50′ 52″ nord, 2° 28′ 50″ est |                |            |      | Chapelle funéraire de la famille Bernard                                                                 |
| Chapelle funéraire de la famille Cambrune                                                                | Fresnes                  |         | 48° 45′ 26″ nord, 2° 19′ 52″ est | « IA94000075 » |            |      | Chapelle funéraire de la famille Cambrune                                                                |
| Chapelle funéraire de la famille Sorbet                                                                  | Fresnes                  |         | 48° 45′ 26″ nord, 2° 19′ 52″ est | « IA94000076 » |            |      | Chapelle funéraire de la famille Sorbet                                                                  |
| Chapelle de l'hôpital Charles Foix d'Ivry-sur-Seine                                                      | Ivry-sur-Seine           |         | 48° 48′ 22″ nord, 2° 23′ 44″ est |                |            |      | Chapelle de l'hôpital Charles Foix d'Ivry-sur-Seine                                                      |
| Chapelle funéraire de la famille Collet                                                                  | Ivry-sur-Seine           |         | 48° 48′ 39″ nord, 2° 22′ 53″ est | « IA00129999 » |            |      | Chapelle funéraire de la famille Collet                                                                  |
| Chapelle funéraire de la famille Honfroy                                                                 | Ivry-sur-Seine           |         | 48° 48′ 39″ nord, 2° 22′ 54″ est | « IA00130000 » |            |      | Chapelle funéraire de la famille Honfroy                                                                 |
| Chapelle funéraire de la famille Liénard                                                                 | Ivry-sur-Seine           |         | 48° 48′ 38″ nord, 2° 22′ 50″ est | « IA00130001 » |            |      | Chapelle funéraire de la famille Liénard                                                                 |
| Chapelle funéraire de la famille Marotte                                                                 | Ivry-sur-Seine           |         | 48° 48′ 38″ nord, 2° 22′ 50″ est | « IA00130002 » |            |      | Chapelle funéraire de la famille Marotte                                                                 |
| Chapelle funéraire de la famille Ragoucy                                                                 | Ivry-sur-Seine           |         | 48° 48′ 38″ nord, 2° 22′ 54″ est | « IA00130003 » |            |      | Chapelle funéraire de la famille Ragoucy                                                                 |
| Chapelle funéraire de la famille Th. de Vichy                                                            | Ivry-sur-Seine           |         | 48° 48′ 38″ nord, 2° 22′ 54″ est | « IA00130004 » |            |      | Chapelle funéraire de la famille Th. de Vichy                                                            |
| Chapelle Saint-Léonard de Joinville-le-Pont                                                              | Joinville-le-Pont        |         | à géolocaliser                   |                |            |      | Image manquante Téléverser                                                                               |
| Chapelle funéraire des familles Svendsen et Villain                                                      | Joinville-le-Pont        |         | à géolocaliser                   | « IA00050831 » |            |      | Image manquante Téléverser                                                                               |
| Chapelle funéraire de la famille Vauvray                                                                 | Joinville-le-Pont        |         | 48° 49′ 06″ nord, 2° 28′ 47″ est |                |            |      | Chapelle funéraire de la famille Vauvray                                                                 |
| Chapelle funéraire de Martin et Lecomte                                                                  | Joinville-le-Pont        |         | 48° 49′ 06″ nord, 2° 28′ 48″ est |                |            |      | Chapelle funéraire de Martin et Lecomte                                                                  |
| Chapelle funéraire de Gille                                                                              | Joinville-le-Pont        |         | 48° 49′ 06″ nord, 2° 28′ 48″ est |                |            |      | Chapelle funéraire de Gille                                                                              |
| Chapelle Notre-Dame-de-la-Trinité de L'Haÿ-les-Roses                                                     | L'Haÿ-les-Roses          |         | 48° 46′ 34″ nord, 2° 21′ 17″ est |                |            |      | Chapelle Notre-Dame-de-la-Trinité de L'Haÿ-les-Roses                                                     |
| Chapelle de la Roseraie du Val-de-Marne                                                                  | L'Haÿ-les-Roses          |         | 48° 46′ 28″ nord, 2° 19′ 53″ est | « IA94000507 » |            |      | Chapelle de la Roseraie du Val-de-Marne                                                                  |
| Chapelle funéraire des familles Braccini, Chevreul et Davalet                                            | L'Haÿ-les-Roses          |         | à géolocaliser                   | « IA94000104 » |            |      | Image manquante Téléverser                                                                               |
| Chapelle du Saint-Curé-d'Ars                                                                             | Le Kremlin-Bicêtre       |         | 48° 48′ 19″ nord, 2° 20′ 43″ est | « IA94000297 » |            |      | Image manquante Téléverser                                                                               |
| Chapelle funéraire de la famille Mœuf-Penaud                                                             | Le Kremlin-Bicêtre       |         | à géolocaliser                   | « IA94000299 » |            |      | Image manquante Téléverser                                                                               |
| Chapelle funéraire de la famille A. Joune                                                                | Le Perreux-sur-Marne     |         | 48° 50′ 43″ nord, 2° 29′ 39″ est |                |            |      | Chapelle funéraire de la famille A. Joune                                                                |
| Chapelle Sainte-Marie-Madeleine de Limeil-Brévannes                                                      | Limeil-Brévannes         |         | 48° 44′ 54″ nord, 2° 29′ 25″ est | « IA00027969 » |            |      | Image manquante Téléverser                                                                               |
| Chapelle de l'Hôpital Émile-Roux                                                                         | Limeil-Brévannes         |         | 48° 44′ 57″ nord, 2° 29′ 20″ est |                |            |      | Chapelle de l'Hôpital Émile-Roux                                                                         |
| Chapelle Saint-Gabriel de Maisons-Alfort                                                                 | Maisons-Alfort           |         | 48° 48′ 50″ nord, 2° 25′ 58″ est |                |            |      | Chapelle Saint-Gabriel de Maisons-Alfort                                                                 |
| Chapelle Saint-Léon de Maisons-Alfort                                                                    | Maisons-Alfort           |         | 48° 47′ 39″ nord, 2° 26′ 12″ est | « IA00070784 » |            |      | Chapelle Saint-Léon de Maisons-Alfort                                                                    |
| Chapelle funéraire de la famille Lecouteux-Gaidelin                                                      | Maisons-Alfort           |         | 48° 48′ 14″ nord, 2° 26′ 08″ est |                |            |      | Chapelle funéraire de la famille Lecouteux-Gaidelin                                                      |
| Chapelle du groupe scolaire Sainte-Thérèse de Maisons-Alfort                                             | Maisons-Alfort           |         | 48° 48′ 07″ nord, 2° 25′ 47″ est |                |            |      | Chapelle du groupe scolaire Sainte-Thérèse de Maisons-Alfort                                             |
| Chapelle Sainte-Marie-du-Val de Nogent-sur-Marne                                                         | Nogent-sur-Marne         |         | 48° 50′ 09″ nord, 2° 28′ 50″ est |                |            |      | Chapelle Sainte-Marie-du-Val de Nogent-sur-Marne                                                         |
| Chapelle Sainte-Anne-et-Sainte-Bernadette de Nogent-sur-Marne                                            | Nogent-sur-Marne         |         | 48° 50′ 22″ nord, 2° 28′ 39″ est |                |            |      | Chapelle Sainte-Anne-et-Sainte-Bernadette de Nogent-sur-Marne                                            |
| Chapelle du monastère des Sœurs-Disciples-du-Divin-Maître de Nogent-sur-Marne                            | Nogent-sur-Marne         |         | 48° 50′ 28″ nord, 2° 29′ 19″ est |                |            |      | Chapelle du monastère des Sœurs-Disciples-du-Divin-Maître de Nogent-sur-Marne                            |
| Chapelle du monastère du Carmel de Nogent-sur-Marne                                                      | Nogent-sur-Marne         |         | 48° 50′ 31″ nord, 2° 29′ 20″ est |                |            |      | Chapelle du monastère du Carmel de Nogent-sur-Marne                                                      |
| Chapelle Notre-Dame-du-Sacré-Cœur de l'ensemble scolaire Albert de Mun de Nogent-sur-Marne               | Nogent-sur-Marne         |         | 48° 50′ 11″ nord, 2° 28′ 16″ est |                |            |      | Chapelle Notre-Dame-du-Sacré-Cœur de l'ensemble scolaire Albert de Mun de Nogent-sur-Marne               |
| Chapelle Sainte-Claire d'Orly                                                                            | Orly                     |         | 48° 44′ 48″ nord, 2° 24′ 25″ est |                |            |      | Image manquante Téléverser                                                                               |
| Chapelle de l'aéroport de Paris-Orly                                                                     | Orly                     |         | 48° 43′ 18″ nord, 2° 23′ 51″ est |                |            |      | Chapelle de l'aéroport de Paris-Orly                                                                     |
| Chapelle funéraire de la Famille Hamel                                                                   | Orly                     |         | à géolocaliser                   | « IA00089818 » |            |      | Image manquante Téléverser                                                                               |
| Chapelle funéraire des Familles Roux et Brunet                                                           | Orly                     |         | à géolocaliser                   | « IA00089817 » |            |      | Image manquante Téléverser                                                                               |
| Chapelle de la maison du Saint-Esprit                                                                    | Orly                     |         | 48° 45′ 07″ nord, 2° 23′ 51″ est |                |            |      | Chapelle de la maison du Saint-Esprit                                                                    |
| Chapelle américaine d'Orly                                                                               | Orly                     |         | 48° 44′ 14″ nord, 2° 22′ 20″ est |                |            |      | Chapelle américaine d'Orly                                                                               |
| Chapelle Saint-Grégoire de Rungis                                                                        | Rungis                   |         | 48° 45′ 00″ nord, 2° 21′ 04″ est |                |            |      | Chapelle Saint-Grégoire de Rungis                                                                        |
| Ancienne chapelle Notre-Dame de Saint-Mandé                                                              | Saint-Mandé              |         | 48° 50′ 25″ nord, 2° 25′ 08″ est | « IA00074123 » |            |      | Ancienne chapelle Notre-Dame de Saint-Mandé                                                              |
| Chapelle funéraire de la famille Pierre P. Giraud                                                        | Saint-Mandé              |         | 48° 50′ 56″ nord, 2° 25′ 05″ est | « IA00074172 » |            |      | Chapelle funéraire de la famille Pierre P. Giraud                                                        |
| Chapelle funéraire de la famille Quéhan                                                                  | Saint-Mandé              |         | 48° 50′ 56″ nord, 2° 25′ 05″ est | « IA00074173 » |            |      | Chapelle funéraire de la famille Quéhan                                                                  |
| Chapelle funéraire de la famille Brillet                                                                 | Saint-Mandé              |         | 48° 50′ 56″ nord, 2° 25′ 05″ est | « IA00074170 » |            |      | Chapelle funéraire de la famille Brillet                                                                 |
| Chapelle funéraire de la famille Signard                                                                 | Saint-Mandé              |         | 48° 50′ 56″ nord, 2° 25′ 04″ est | « IA00074175 » |            |      | Chapelle funéraire de la famille Signard                                                                 |
| Chapelle funéraire de la famille Jean-Marie Guienot                                                      | Saint-Mandé              |         | 48° 25′ 05″ nord, 2° 25′ 05″ est | « IA00074171 » |            |      | Chapelle funéraire de la famille Jean-Marie Guienot                                                      |
| Chapelle funéraire de la famille A. Renauld                                                              | Saint-Mandé              |         | 48° 50′ 57″ nord, 2° 25′ 06″ est | « IA00074169 » |            |      | Chapelle funéraire de la famille A. Renauld                                                              |
| Chapelle funéraire des Époux Royneau                                                                     | Saint-Mandé              |         | 48° 50′ 57″ nord, 2° 25′ 05″ est | « IA00074174 » |            |      | Chapelle funéraire des Époux Royneau                                                                     |
| Chapelle funéraire de la famille Grieiling et Jacquelin                                                  | Saint-Mandé              |         | 48° 50′ 56″ nord, 2° 25′ 05″ est |                |            |      | Chapelle funéraire de la famille Grieiling et Jacquelin                                                  |
| Chapelle funéraire des familles Merlin, Cottin et Hebert                                                 | Saint-Mandé              |         | 48° 50′ 56″ nord, 2° 25′ 06″ est |                |            |      | Chapelle funéraire des familles Merlin, Cottin et Hebert                                                 |
| Chapelle funéraire des époux Quentin                                                                     | Saint-Mandé              |         | 48° 50′ 57″ nord, 2° 25′ 08″ est |                |            |      | Chapelle funéraire des époux Quentin                                                                     |
| Chapelle funéraire Chevreau et Kronenberg                                                                | Saint-Mandé              |         | 48° 50′ 56″ nord, 2° 25′ 06″ est |                |            |      | Chapelle funéraire Chevreau et Kronenberg                                                                |
| Chapelle funéraire de la famille Gru                                                                     | Saint-Mandé              |         | 48° 50′ 55″ nord, 2° 25′ 08″ est |                |            |      | Chapelle funéraire de la famille Gru                                                                     |
| Chapelle funéraire de la famille Gueugnié                                                                | Saint-Mandé              |         | 48° 50′ 55″ nord, 2° 25′ 07″ est |                |            |      | Chapelle funéraire de la famille Gueugnié                                                                |
| Chapelle du lycée Teilhard-de-Chardin de Saint-Maur-des-Fossés                                           | Saint-Maur-des-Fossés    |         | 48° 48′ 45″ nord, 2° 28′ 17″ est |                |            |      | Chapelle du lycée Teilhard-de-Chardin de Saint-Maur-des-Fossés                                           |
| Chapelle Saint-Joseph de Saint-Maur-des-Fossés                                                           | Saint-Maur-des-Fossés    |         | 48° 48′ 01″ nord, 2° 30′ 47″ est |                |            |      | Image manquante Téléverser                                                                               |
| Chapelle funéraire de la famille du prince Romolo Ruspoli                                                | Saint-Maur-des-Fossés    |         | 48° 48′ 22″ nord, 2° 28′ 40″ est | « IA00059576 » |            |      | Chapelle funéraire de la famille du prince Romolo Ruspoli                                                |
| Chapelle funéraire de la famille Richard                                                                 | Saint-Maur-des-Fossés    |         | 48° 48′ 36″ nord, 2° 29′ 07″ est | « IA00059568 » |            |      | Chapelle funéraire de la famille Richard                                                                 |
| Chapelle funéraire de la famille Robineau-Danger                                                         | Saint-Maur-des-Fossés    |         | 48° 48′ 20″ nord, 2° 28′ 40″ est | « IA00059577 » |            |      | Chapelle funéraire de la famille Robineau-Danger                                                         |
| Chapelle funéraire de Madame Veuve Lefort                                                                | Saint-Maur-des-Fossés    |         | 48° 48′ 21″ nord, 2° 28′ 38″ est | « IA00059575 » |            |      | Chapelle funéraire de Madame Veuve Lefort                                                                |
| Chapelle funéraire de la famille Grellet-Desormeaux                                                      | Saint-Maur-des-Fossés    |         | 48° 48′ 21″ nord, 2° 28′ 41″ est | « IA00059574 » |            |      | Chapelle funéraire de la famille Grellet-Desormeaux                                                      |
| Chapelle de l'hôpital Esquirol de Saint-Maurice                                                          | Saint-Maurice            |         | 48° 49′ 10″ nord, 2° 25′ 47″ est |                |            |      | Chapelle de l'hôpital Esquirol de Saint-Maurice                                                          |
| Chapelle funéraire de Jean-Joseph Moulin                                                                 | Saint-Maurice            |         | 48° 49′ 09″ nord, 2° 26′ 11″ est | « IA00060709 » |            |      | Chapelle funéraire de Jean-Joseph Moulin                                                                 |
| Chapelle Sainte-Bernadette de Sucy-en-Brie                                                               | Sucy-en-Brie             |         | 48° 46′ 10″ nord, 2° 32′ 01″ est |                |            |      | Image manquante Téléverser                                                                               |
| Chapelle Notre-Dame-des-Bois de Sucy-en-Brie                                                             | Sucy-en-Brie             |         | 48° 45′ 34″ nord, 2° 32′ 59″ est |                |            |      | Image manquante Téléverser                                                                               |
| Chapelle funéraire de la famille Chatteux Mathieu                                                        | Thiais                   |         | à géolocaliser                   | « IA00082307 » |            |      | Image manquante Téléverser                                                                               |
| Chapelle du couvent Saint-Cœur-de-Marie des Sœurs de la Congrégation de Saint-Joseph de Cluny à Thiais   | Thiais                   |         | 48° 45′ 56″ nord, 2° 23′ 16″ est |                |            |      | Chapelle du couvent Saint-Cœur-de-Marie des Sœurs de la Congrégation de Saint-Joseph de Cluny à Thiais   |
| Chapelle Notre-Dame de la Paix à Thiais                                                                  | Thiais                   |         | 48° 45′ 15″ nord, 2° 23′ 46″ est |                |            |      | Chapelle Notre-Dame de la Paix à Thiais                                                                  |
| Chapelle Sainte-Thérèse de Valenton                                                                      | Valenton                 |         | 48° 45′ 02″ nord, 2° 27′ 43″ est |                |            |      | Chapelle Sainte-Thérèse de Valenton                                                                      |
| Chapelle funéraire d'Amélie Élisabeth Laine née Dardel                                                   | Valenton                 |         | 48° 45′ 00″ nord, 2° 28′ 05″ est | « IA00120774 » |            |      | Chapelle funéraire d'Amélie Élisabeth Laine née Dardel                                                   |
| Chapelle de l'hôpital Paul Brousse de Villejuif                                                          | Villejuif                |         | 48° 47′ 49″ nord, 2° 21′ 42″ est |                |            |      | Image manquante Téléverser                                                                               |
| Chapelle funéraire de la famille Leveau Servais                                                          | Villejuif                |         | à géolocaliser                   | « IA94000149 » |            |      | Image manquante Téléverser                                                                               |
| Chapelle funéraire de la famille Mansais Herincq Gabillot                                                | Villejuif                |         | à géolocaliser                   | « IA94000150 » |            |      | Image manquante Téléverser                                                                               |
| Chapelle funéraire de la famille Joninon Sevin                                                           | Villejuif                |         | à géolocaliser                   | « IA94000148 » |            |      | Image manquante Téléverser                                                                               |
| Chapelle Saint-Louis de Villeneuve-Saint-Georges                                                         | Villeneuve-Saint-Georges |         | 48° 45′ 01″ nord, 2° 26′ 54″ est |                |            |      | Image manquante Téléverser                                                                               |
| Chapelle Saint-Joseph de Villeneuve-Saint-Georges                                                        | Villeneuve-Saint-Georges |         | 48° 44′ 19″ nord, 2° 27′ 54″ est |                |            |      | Chapelle Saint-Joseph de Villeneuve-Saint-Georges                                                        |
| Chapelle Saint-Joseph du Bord-de-l'Eau de Villeneuve-le-Roi                                              | Villeneuve-le-Roi        |         | 48° 43′ 40″ nord, 2° 26′ 14″ est |                |            |      | Image manquante Téléverser                                                                               |
| Chapelle funéraire de la famille Moulin                                                                  | Villeneuve-le-Roi        |         | à géolocaliser                   | « IA00088245 » |            |      | Image manquante Téléverser                                                                               |
| Chapelle funéraire des familles Huttinot et Duclos                                                       | Villeneuve-le-Roi        |         | à géolocaliser                   | « IA00088241 » |            |      | Image manquante Téléverser                                                                               |
| Chapelle de la maison de repos des Sœurs de Marie-Saint-Joseph et de la Providence de Villiers-sur-Marne | Villiers-sur-Marne       |         | 48° 49′ 49″ nord, 2° 32′ 39″ est |                |            |      | Chapelle de la maison de repos des Sœurs de Marie-Saint-Joseph et de la Providence de Villiers-sur-Marne |
| Chapelle du Sacré-Cœur de Gaumont                                                                        | Villiers-sur-Marne       |         | 48° 49′ 24″ nord, 2° 33′ 36″ est |                |            |      | Chapelle du Sacré-Cœur de Gaumont                                                                        |
| Sainte-Chapelle de Vincennes                                                                             | Vincennes                |         | 48° 50′ 32″ nord, 2° 26′ 11″ est | « PA00079920 » |            |      | Sainte-Chapelle de Vincennes                                                                             |
| Chapelle Saint-Jean-Sainte-Thérèse de Vincennes                                                          | Vincennes                |         | 48° 51′ 07″ nord, 2° 26′ 14″ est |                |            |      | Chapelle Saint-Jean-Sainte-Thérèse de Vincennes                                                          |
| Chapelle funéraire de la famille Benard Gaudet d'Avignon                                                 | Vincennes                |         | 48° 50′ 52″ nord, 2° 26′ 41″ est | « IA00075798 » |            |      | Chapelle funéraire de la famille Benard Gaudet d'Avignon                                                 |
| Chapelle funéraire de la famille Baire                                                                   | Vincennes                |         | 48° 50′ 52″ nord, 2° 26′ 42″ est | « IA00075797 » |            |      | Chapelle funéraire de la famille Baire                                                                   |
| Chapelle funéraire de la famille Bonvoisin                                                               | Vincennes                |         | 48° 50′ 51″ nord, 2° 26′ 45″ est | « IA00075799 » |            |      | Chapelle funéraire de la famille Bonvoisin                                                               |
| Chapelle funéraire de la famille Cabrignac                                                               | Vincennes                |         | 48° 50′ 51″ nord, 2° 26′ 42″ est | « IA00075800 » |            |      | Chapelle funéraire de la famille Cabrignac                                                               |
| Chapelle funéraire de la famille Francey Villemer Violet                                                 | Vincennes                |         | 48° 50′ 51″ nord, 2° 26′ 40″ est | « IA00075801 » |            |      | Chapelle funéraire de la famille Francey Villemer Violet                                                 |
| Chapelle funéraire de la famille Renaud Chevalier                                                        | Vincennes                |         | 48° 50′ 50″ nord, 2° 26′ 41″ est | « IA00075802 » |            |      | Chapelle funéraire de la famille Renaud Chevalier                                                        |
| Chapelle funéraire de la famille Vallon                                                                  | Vincennes                |         | 48° 50′ 51″ nord, 2° 26′ 41″ est | « IA00075804 » |            |      | Chapelle funéraire de la famille Vallon                                                                  |
| Chapelle funéraire de la famille Vrain                                                                   | Vincennes                |         | 48° 50′ 51″ nord, 2° 26′ 39″ est | « IA00075805 » |            |      | Chapelle funéraire de la famille Vrain                                                                   |
| Chapelle funéraire des Familles Marinier                                                                 | Vincennes                |         | 48° 50′ 51″ nord, 2° 26′ 39″ est | « IA00075803 » |            |      | Chapelle funéraire des Familles Marinier                                                                 |
| Chapelle funéraire de la famille Marinier                                                                | Vincennes                |         | 48° 50′ 51″ nord, 2° 26′ 38″ est |                |            |      | Chapelle funéraire de la famille Marinier                                                                |
| Chapelle Saint-Marcel de Vitry-sur-Seine                                                                 | Vitry-sur-Seine          |         | 48° 48′ 21″ nord, 2° 24′ 18″ est | « IA94000010 » |            |      | Chapelle Saint-Marcel de Vitry-sur-Seine                                                                 |
| Chapelle funéraire de la famille Dubois                                                                  | Vitry-sur-Seine          |         | 48° 47′ 42″ nord, 2° 23′ 35″ est | « IA94000019 » |            |      | Chapelle funéraire de la famille Dubois                                                                  |
| Chapelle funéraire                                                                                       | Vitry-sur-Seine          |         | 48° 47′ 42″ nord, 2° 23′ 34″ est | « IA94000017 » |            |      | Chapelle funéraire                                                                                       |
| Chapelle funéraire des familles Cara et de Chaumont                                                      | Vitry-sur-Seine          |         | 48° 47′ 41″ nord, 2° 23′ 32″ est | « IA94000018 » |            |      | Chapelle funéraire des familles Cara et de Chaumont                                                      |
| Chapelle funéraire des familles Vaudoyer Tremet                                                          | Vitry-sur-Seine          |         | 48° 47′ 42″ nord, 2° 23′ 33″ est | « IA94000020 » |            |      | Chapelle funéraire des familles Vaudoyer Tremet                                                          |
| Chapelle funéraire de la famille Tumoine                                                                 | Vitry-sur-Seine          |         | 48° 47′ 42″ nord, 2° 23′ 33″ est |                |            |      | Chapelle funéraire de la famille Tumoine                                                                 |
| Chapelle funéraire de la famille Goyard                                                                  | Vitry-sur-Seine          |         | 48° 47′ 43″ nord, 2° 23′ 33″ est |                |            |      | Chapelle funéraire de la famille Goyard                                                                  |